# Врт сећања на Новом гробљу у Београду
Врт сјећања се налази у склопу Новог гробља у Београду. То је простор у којем се посипа пепео кремираних покојника.

## Историја
Врт сјећања је пројектован као парковска површина са ружичњаком, у оквиру којег се пепео покoјника посипа по земљи, а имена исписују на посебним мраморним плочама. Настаје 1970. године, по пројекту архитектице Милице Момчиловић у оквиру простора предвиђеног за Турско војно гробље и озиданог у оријенталном стилу. Налази се у горњем квадранту Новог гробља, ближе Сјеверном булевару.  То је тренутно једино мјесто у Београду за посипање праха кремираних, да је у складу са законом. Породице преминулих који су ту похрањени, не плаћају никакву накнаду за одржавање гробља. На меморијалним ступовима су црне плоче са именима, презименима и годинама смрти - људи - чији су посмртни остаци ту похрањени. Могуће је у спомен на умрле запалити свијеће и положити цвијеће, у - за то, специјално уређен простор.

## Галерија
- Палионица свијећа и мјесто за полагање цвијећа
- Лампиони за покојнике
- Васкршња јаја и цвијеће
- Плоче са именима покојника
- Плоче са именима покојника
- Плоче са именима покојника
- Изглед ограде и поглед на улаз у Врт сјећања (између два велика зимзелена дрвета)
- Поглед на дио спољашњег зида Врта сјећања
- Унутрашњост Врта сјећања
- Дио спољашњег зида
- Врт сјећања се налази до простора гдје су сахрањене жртве нацистичког и савезничког бомбардовања, 1941. и 1944. године
- Имена неких покојника
- Имена неких покојника
- Једна од плоча са именима покојника из 2020. године